# Brilliant Classics
La Brilliant Classics è un'etichetta discografica olandese, specializzata in dischi di musica classica, tra cui edizioni economiche su CD delle opere complete di J.S. Bach, Mozart, Beethoven e molti altri compositori. L'etichetta è inoltre specializzata in nuove registrazioni di musica antica, musica da camera, organo e pianoforte.

## Storia
La Brilliant Classics è stata fondata nel 1996 da Pieter van Winkel, pianista e produttore discografico. Le edizioni di Brilliant Classics sono state inizialmente vendute esclusivamente nei punti vendita al dettaglio di Kruidvat, una catena di drugstore nei Paesi Bassi e in Belgio. Il prezzo al dettaglio di ogni uscita era molto basso, incoraggiando così il consumo di massa in un modello di business diverso dalla rete di pubblicazione, distribuzione e marketing allora prevalente nel mondo della musica classica. Il successo di questa strategia ha portato alla distribuzione internazionale in altri paesi europei, tra cui il Regno Unito, dove le versioni di Brilliant Classics sono state vendute nella catena di negozi Superdrug, e in Germania nei supermercati Aldi.
Dal 2007 al marzo 2011 la Brilliant Classics ha fatto parte della Foreign Media Music, è stata poi acquisita da Triacta B.V. e in seguito venduta alla società Edel AG.

## Strategia di marketing
La caratteristica peculiare di questa casa discografica è quella di aver puntato fin dall'inizio ad una strategia di marketing basata sull'offerta al pubblico di CD ad un prezzo economico, nel tentativo di aggirare il problema del crollo nella vendita di dischi nel settore classico. Per ottenere questo risultato l'azienda si è orientata alla realizzazione di registrazioni proprie, ristampe in licenza di registrazioni di altre case discografiche e ristampe di registrazioni storiche.
La compagnia si è contraddistinta per la realizzazione di molte edizioni integrali dell'opera omnia dei più famosi compositori di musica classica, come per esempio Girolamo Frescobaldi (15 CD), Arcangelo Corelli (10 CD), Johann Sebastian Bach (155 CD), Wolfgang Amadeus Mozart (170 CD), Ludwig van Beethoven (100 CD), Fryderyk Chopin (17 CD), Johannes Brahms (58 CD) e Sergej Vasil'evič Rachmaninov (28 CD). Questa operazione ha riscosso un buon successo commerciale, permettendo a molti appassionati di conoscere anche le opere meno note di questi musicisti ad un prezzo relativamente contenuto. Accanto alle Complete Edition, la Brilliant ha realizzato anche altre edizioni di importanti compositori, anche se non raccolgono l'opera completa. Accanto a queste edizioni, l'azienda ha reso disponibili singoli cofanetti o CD-Box.
Alcune case discografiche hanno ceduto i loro diritti alla Brilliant Classics, in forma non esclusiva o esclusiva per la sola stampa del disco fisico; tra queste ci sono la svedese BIS, la italiana Tactus e la OnClassical.